# 2016년 NBA 드래프트
2016년 NBA 드래프트(2016 NBA draft)는 2016년 6월 23일 브루클린 바클레이스 센터에서 열렸다. 이 경기는 ESPN을 통해 미국 전역에 방영되었고, The Vertical을 통해 NBA 드래프트 역사상 처음으로 생중계되었다. 전미 농구 협회(NBA) 팀은 미국 아마추어 대학 농구 선수와 국제 선수를 포함한 기타 적격 선수를 차례로 선발했다. 드래프트 복권은 2016년 5월 17일 플레이오프 중에 진행되었다. 플레이오프에 진출하지 못한 모든 NBA 팀이 지정된 자리에 그대로 남아 있는 것은 1985년 복권 시스템이 도입된 이후 처음이다. 10승/72패 필라델피아 세븐티식서스가 1번 픽을 받았고, 로스앤젤레스 레이커스가 2번 픽을 유지했으며, 브루클린 네츠를 통해 보스턴 셀틱스가 3번 픽을 얻었고, 나머지는 모두 같은 자리에 머물렀다. (2015-16 시즌 정규 시즌 순위 기반)
드래프트의 하이라이트에는 두 번째 호주인 1번 드래프트 픽(벤 시몬스, 첫 번째는 앤드루 보거트), NBA에 선발된 최초의 오스트리아인(야콥 푈틀), 1라운드에 지명된 최초의 고등학교 유망주 등이 포함된다. 2015년 NBA 드래프트 이후(톤 메이커), NBA에 선발된 최초의 가나인(벤 벤틸), 통산 최다 프랑스인(게르숑 야부셀레, 티모테 루와우-카바로, 데이비드 미치노, 이사이아 코르디니에, 페트르 코르넬리), 이집트인이 NBA에 선발된 것은 1990년 NBA 드래프트 이후 처음이고(압델 나데르), 두 명의 중국인 선수가 같은 드래프트에 선발된 것은 2007년 NBA 드래프트 이후 처음이다. 이 드래프트는 미국이 아닌 다른 국가를 대표하는 28명의 선수가 참여하는 등 드래프트 역사상 가장 국제적인 드래프트 전망을 제공한 것으로도 유명하다. 리그 역사상 가장 문화적으로 다양한 드래프트로 2004년 NBA 드래프트를 제쳤다. 세르비아 팀 메가 렉스에서 같은 드래프트에 3명의 선수(티모테 루와우-카바로, 이비카 주박, 라데 자고라크)가 선발된 것은 2014년 NBA 드래프트 이후 두 번째다.